# روبن قوندیان
روبن سارگسی قوندیان (ارمنی: Ռուբեն Սարգսի Ղևոնդյան؛ زاده ۶ مهٔ ۱۹۴۲ - درگذشته ۲۳ مهٔ ۲۰۱۹) نقاش اهل ارمنستان بود.

## زندگی‌نامه
وی در ۶ مهٔ ۱۹۴۲ در ایروان در به دنیا آمد و از انستیتو دولتی هنری و نمایشی ایروان (۱۹۶۴) فارغ‌التحصیل گشت.   وی همچنین برنده جوایزی همچون نقاش شایسته جمهوری ارمنستان (۲۰۱۱) شد. وی در ۲۳ مهٔ ۲۰۱۹ در سن ۷۷ سالگی در ایروان درگذشت.